# Найфельдское сельское поселение
Найфельдское се́льское поселе́ние — муниципальное образование в Биробиджанском районе Еврейской автономной области Российской Федерации.
Административный центр — село Найфельд.

## История
Статус и границы сельского поселения установлены Законом Еврейской автономной области от 26 ноября 2003 года № 227-ОЗ «О статусе и границе Биробиджанского муниципального района»

## Население
| 2010  | 2011  | 2012  | 2013  | 2014  | 2015  | 2016  |
| ----- | ----- | ----- | ----- | ----- | ----- | ----- |
| 1322  | ↘1319 | ↗1350 | ↗1405 | ↘1373 | ↘1331 | ↘1299 |
| 2017  | 2018  | 2019  | 2020  | 2021  | 2023  |       |
| ↘1260 | ↘1243 | ↘1237 | ↘1223 | ↗1242 | ↘1212 |       |

## Состав сельского поселения
| № | Населённый пункт | Тип населённого пункта       | Население |
| - | ---------------- | ---------------------------- | --------- |
| 1 | Найфельд         | село, административный центр | ↘1118     |
| 2 | Петровка         | село                         | ↘106      |
| 3 | Русская Поляна   | село                         | ↘98       |